# 맘 비람 디우프
맘 비람 디우프(프랑스어: Mame Biram Diouf, 1987년 12월 16일 다카르 ~ )는 세네갈의 축구 선수이다. 포지션은 스트라이커이며, 현재 하타이스포르 소속으로 뛰고 있다.